# Manon Veenstra
Manon Veenstra (Zwolle, 6 juli 1998) is een Nederlandse BMX'ster. Zij won in 2024 zilver op de Olympische Spelen in Parijs.

## Levensloop
Veenstra groeide op in Kerkenveld. Ze maakte als peuter al kennis met het BMX'en en werd zelf actief. Ze benaderde op haar achttiende de Nieuw-Zeelandse coach Matt Cameron om bij hem te trainen. In Nederland zag ze weinig perspectief voor haar BMX-carrière. Jaarlijks verbleef Veenstra langere tijd in Nieuw-Zeeland om te trainen. In 2021 behaalde Veenstra met een tweede plaats voor de eerste keer het podium van het Nederlands kampioenschap bij de elite. Twee jaar eerder was ze al nationaal kampioen bij de junioren geworden. In 2022 begon ze ook internationaal op te vallen met een zesde plaats in de finale van het Wereldkampioenschap en een vijfde plaats in het Wereldbekerklassement. Die resultaten leverden haar de A-status op van de sportbond NOC*NSF, met bijpassende vergoeding.
In 2023, het jaar na haar internationale doorbraak, kampte Veenstra met een hernia, maar het jaar daarop zette ze de opgaande lijn voort. In februari 2024 stond ze voor de eerste keer op het podium van een individuele wereldbekerwedstrijd. In het algemeen klassement eindigde ze dat jaar als tweede. Haar grootste succes behaalde ze tijdens de Olympische Spelen in Parijs met een zilveren medaille op het onderdeel supercross, achter de Australische Saya Sakakibara.